# Comes a Time
| Recensione     | Giudizio |
| -------------- | -------- |
| AllMusic       |          |
| Rolling Stone  |          |
| Piero Scaruffi |          |

Comes a Time è un album discografico del 1978 di Neil Young che lo vede tornare al folk del periodo d'oro di Harvest, ma con un suono molto più levigato, quasi tendente al country pop più sdolcinato.

## Descrizione
Il disco venne pesantemente criticato all'epoca della sua uscita. Il punk rock aveva fatto irruzione sulle scene mondiali già da un anno, ma Neil Young sembrava con Comes a Time rifugiarsi in cliché musicali piuttosto triti e di stampo nazional-popolare, lontani anni luce dal suo percorso artistico. Sicuramente il disco fu un buon successo commerciale; infatti la posizione numero 7 della classifica di Billboard, il primo top 10 del canadese dai tempi di "Harvest"(1972): conquistò pertanto il disco d'oro. Anche nel Regno Unito ottenne un buon successo, coronato da un disco d'oro.  Per quanto riguarda la critica, come spesso accade con Neil Young, esso sarebbe stato fortemente rivalutato negli anni a venire; nel caso di Comes a Time, sarà la decisa e tuttavia delicata vena intimistica, sostenuta dalla mai sopita vena poetica, a far riconoscere a pubblico e critica la sua grandezza. Allo stesso tempo, nel lungo periodo appare evidente come in realtà con Comes a Time, Neil Young continuasse a rifuggire il mainstream, che in quegli anni era certamente rappresentato anche dal punk.
Fatto inusuale nella sua carriera, Young è supportato da un'orchestra chiamata "Gone With The Wind" ("Via col vento"), nome che doveva dare il titolo anche all'album ma poi, all'ultimo momento, fu scelto l'uso della title track. Vi è anche la presenza dei Crazy Horse in alcuni pezzi.
In molti brani Neil duetta con Nicolette Larson, con la quale avrà una breve ma intensa relazione sentimentale e che, poco dopo, realizzerà una hit con la sua personale versione della dolce ballata Lotta Love. Ci sono momenti riflessivi e ironici come su Already One, che tratta il tema della scelta della convivenza al posto del matrimonio.
Four Strong Winds è una cover del traditional di Ian Tyson, che verrà riproposta dal vivo insieme alla The Band nel tour di The Last Waltz.

## Tracce
Lato A
Testi e musiche di Neil Young.
1. Goin' Back – 4:43 – Prodotto da Neil Young, Ben Keith, Tim Mulligan
2. Comes a Time – 3:05 – Prodotto da Neil Young, Ben Keith, Tim Mulligan
3. Look Out for My Love (Neil Young with Crazy Horse) – 4:06 – Prodotto da Neil Young, David Briggs, Tim Mulligan
4. Lotta Love (Neil Young with Crazy Horse) – 2:40 – Prodotto da Neil Young, David Briggs, Tim Mulligan
5. Peace of Mind – 4:06 – Prodotto da Neil Young, Ben Keith, Tim Mulligan

Lato B
Testi e musiche di Neil Young, eccetto dove indicato.
1. Human Highway – 3:09 – Prodotto da Neil Young, Ben Keith, Tim Mulligan
2. Already One – 4:53 – Prodotto da Neil Young, Ben Keith
3. Field of Opportunity – 3:08 – Prodotto da Neil Young, Tim Mulligan
4. Motorcycle Mama – 3:08 – Prodotto da Neil Young, Ben Keith, Tim Mulligan
5. Four Strong Winds – 4:07 (Ian Tyson) – Prodotto da Neil Young, Ben Keith, Tim Mulligan

## Formazione
- Neil Young – chitarra, armonica, voce
- Nicolette Larson – armonia vocale
- Ben Keith – pedal steel guitar
- Karl Himmel – batteria
- Tim Drummond – basso
- Spooner Oldham – pianoforte
- Rufus Thibodeaux – violino
- Joe Osborn – basso
- Larrie Londin – batteria
- J.J. Cale – chitarra elettrica
- Farrel Morris – percussioni
- Rita Fey – autoharp